# Tachina nigrocastanea
Tachina nigrocastanea là một loài ruồi trong họ Tachinidae.